# Tioacetamid
Tioacetamid är en tioamid med formeln CH3CSNH2.

## Egenskaper
I sur miljö eller vid uppvärmning hydrolyseras tioacetamid till ammoniumacetat och svavelväte.

## Framställning
Tioacetamid framställs genom att behandla acetamid (CH3CONH2) med fosforpentasulfid (P4S10).
{\displaystyle {\rm {4\ CH_{3}CONH_{2}+P_{4}S_{10}\rightarrow 4\ CH_{3}CSNH_{2}+P_{4}S_{6}O_{4}}}}

## Användning
Tioacetamid har länge använts inom analytisk kemi som en pålitlig källa för sulfidjoner. När tioacetamid tillsätts en lösning med tvåvärda metalljoner (M2+) bildas synliga utfällningar av olösliga metallsulfider (MS) där M = Ni, Pb, Cd eller Hg.
{\displaystyle {\rm {{\mathit {M}}^{2+}+CH_{3}CSNH_{2}+H_{2}O\rightarrow {\mathit {M}}S+CH_{3}CONH_{2}+2\ H^{+}}}}